# Salzgurke

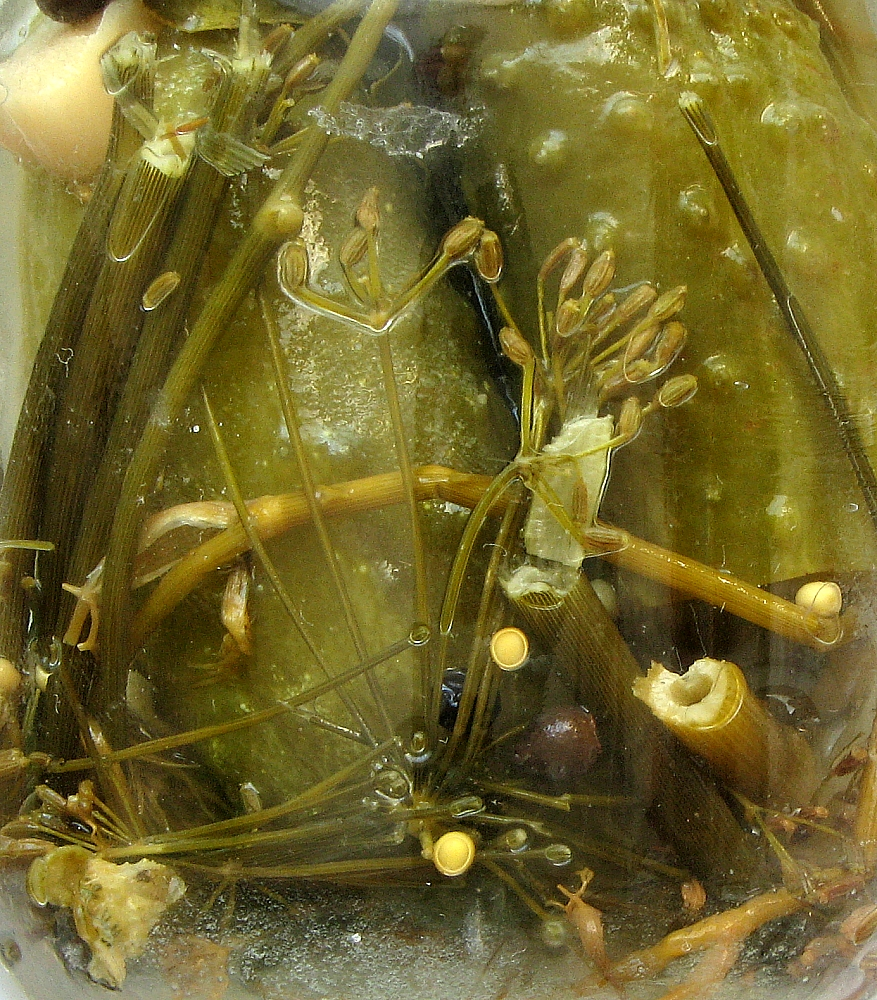
Salzgurken im Einmachglas

Salzgurken sind durch Milchsäuregärung haltbar gemachte Gurken. Als Sauergemüse wurden sie schon in der römischen Antike geschätzt und sind heute besonders in Mittel- und Osteuropa sowie in Russland verbreitet.

## Herstellung

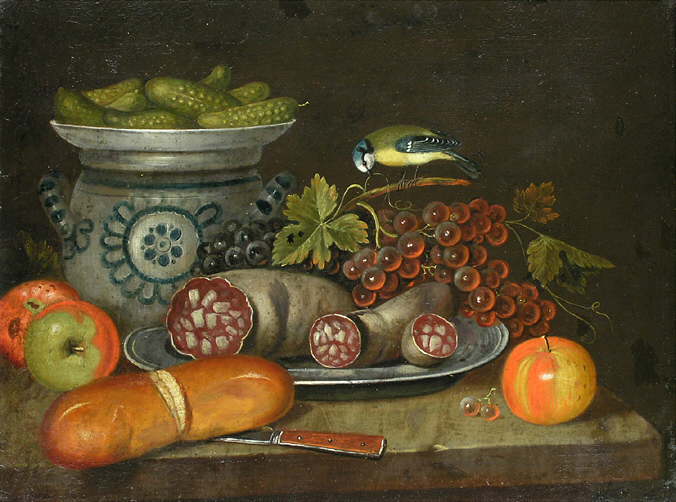
Salzgurken auf einem italienischen Stillleben des 17. Jahrhunderts

Zur Vorbereitung werden vorzugsweise feste mittelgroße und unbeschädigte Einlegegurken meist bereits vor dem Einlegen etwas eingesalzen und nach etwa 24 Stunden mit kaltem Wasser abgespült. Die Gurken werden eingeritzt oder mit einer Gabel eingestochen und in gereinigte große Gläser, Steintöpfe oder auch ausgeschwefelte Holzfässer geschichtet. Als weitere Zutaten kommen je nach Rezept und Region Dilldolden, Meerrettich, Knoblauch, Pfeffer- und Pimentkörner, Lorbeer, Weinblätter, Senfkörner und/oder Kirschblätter, die den Gärungsprozess mit durchlaufen, hinzu. 
Die mäßig gesalzene Lake wird zunächst aufgekocht und wieder abgekühlt. Die Gurken werden damit übergossen, mit einem Leinen- oder Baumwolltuch (das zur Sterilisation vorher ausgekocht wurde) und einem Holzbrett oder Teller und einem Stein beschwert, sodass sie immer von der Salzlake bedeckt bleiben. Um den Fermentationsprozess der Milchsäuregärung zu befördern, kann etwas Sauerteig oder ein Stück Sauerteigbrot mit eingelegt werden. Der Behälter wird zugedeckt, aber nicht luftdicht verschlossen. Die Gurken werden nach Möglichkeit zunächst einige Tage bei Zimmertemperatur – jedoch nicht über 30 Grad Celsius – gelagert, danach bei Kellertemperatur. Nach etwa sechs Wochen ist der Gärprozess abgeschlossen.